# Göteborgs Spårvägar
Göteborgs Spårvägar er med 161 km spor det største sporvejssystem i Norden. Sporvejene udgør stammen i Göteborgs kollektive trafik og dækker store dele af byområdet i både Göteborgs og Mölndals kommuner. Göteborgs kommun ejer sporene, trafikselskab er Västtrafik, og driften varetages af det kommunale selskab Göteborgs Spårvägar AB. Sporvognene er et velkendt indslag i Göteborgs bybillede.
Systemet trafikeres i dag af tolv almindelige sporvejslinjer, hvoraf ti passerer den centrale plads Brunnsparken. Linjerne kører i almindelighed hvert tiende minut i myldretiden. Hver dag køres ca. 2.400 ture og ca. 36.000 km eller næsten lige så meget som jorden rundt. Det årlige passagertal var på 101,5 mio. i 2008.
Der har kørt sporvogne i Göteborg siden 24. september 1879 - først med hestesporvogne og siden 1902 med elektriske sporvogne . Nu om stunder mindes historien af foreningen Spårvägssällskapet Ringlinien, der trafikerer museumslinjen Lisebergslinjen, med linjenummer 12, fra Drottningtorget via forlystelsesparken Liseberg til Sankt Sigfrids plan.